# 22 хвилини
«22 хвилини» — російський кінофільм режисера Василя Сєрікова, що вийшов на екрани у 2014 році.
В основі сюжету лежить інцидент з танкером «Московський університет», який стався 5 травня 2010 р. в Аденській затоці.

## Зміст
Морпіх-першорічник Саша Єжов опиняється серед піратів на захопленому танкері. Йому потрібно вижити і допомогти своїм, коли почнеться штурм.

## Зйомки
Зйомки фільму почалися у червні 2012 року і проводились в Москві, Севастополі (бухта Козача — основні декорації танкера, плавучий шпиталь «Єнісей», приміщення танкера) і на Мальті. Також певний етап зйомок проводився у Владивостоці на борту бойового протичовнового корабля.

## Цікаві факти
- У сценах фільму показаний вертоліт Ка-52 "Алігатор".
- Макар Запорізький і Денис Нікіфоров вже працювали разом у серіалі "Молодіжка".

## Скандал
Продюсер Олексій Сидоров написав 28 лютого 2014 відкритого листа на ім'я міністра культури РФ Володимира Мединського та виконавчого директора Фонду кіно Антона Малишева з проханням захистити стрічку від катастрофи, до якої її веде Централ Партнершип. За його словами компанія спотворила сюжетну лінію, вирізала всю драматургію стосунків героїв, порушила сюжетну, подієву і тимчасову логіку.
23 квітня 2014 відкритого листа вже написала творча група фільму, де вона висловила жаль у зв'язку з діями компанії Централ Партнершип і офіційно заявила, що вона не має нічого спільного з тим, що планували і створювали.

## Недоліки
- У темряві, під водою в нічний час, ніяк неможливо, щоб підводники-диверсанти могли при природному освітленні передавати один одному якісь знаки руками, адже їх просто не видно. До того ж підводний спецназ екіпірований аквалангами замкнутого циклу, які не дають бульбашок повітря при видиху. Хороший режисерський хід, на жаль, далекий від дійсності.
- У фільмі книга І.С. Тургенєва "Рудін. Дворянське гніздо" показана у заручників в машинному відділенні, а через якийсь час у пірата, який охороняв вхід у машинне відділення.
- Спочатку фільму видно бортовий номер БПК "Адмірал Крилов" — 564. Пізніше, під час тренувань видно інший номер — 713, що відповідає бортовому номеру БПК ЧФ "Азов".
- Танкер "Московський Університет", який був фактично захоплений, ходить під прапором Ліберії. Його кіношний аналог так само під "зручним прапором". Однак на ящиках з пожежними шлангами російські маркування, хоча повинні бути англійські.
- На надбудові, на рубці не має дубляжу назви судна.
- Командир бойового корабля не ходить в тільнику. Тільник — це елемент нижнього одягу, і з'являтися тільки в ньому будь-де, за винятком каюти, — поганий тон, а командир повинен бути прикладом.
- На початку фільму показано, як капітан піднімається на місток, при цьому один вахтовий дивиться вперед, а другий читає журнал. На містку корабля має право сидіти тільки капітан, всі інші повинні стояти, займатися чим небудь, окрім як нести вахту, і відволікатися на сторонні справи (читання) заборонено, тим більше в нічний час. Якщо судно у вузькості, або поблизу небезпека — капітан повинен невідлучно перебувати на містку.
- Так само показано, як капітан спішно гасить палубні вогні. Судну на ходу вони не потрібні, так як заважають вести спостереження.
- На газовозах, так само як і на танкерах, в машинному відділення зварювальні роботи проводяться без обмежень. Газ, якщо він і є, то тільки на палубі.
- В кінці фільму до командира морських піхотинців видно знак "Гвардія". В МП ВМФ РФ гвардійська тільки одна частина — 336 брМП БФ. У фільмі ж морпіхи ТОФ. У його ж бійців знака немає.
- У фінальній сцені наречена головного героя біжить до маяка Басаргина. Це територія МО РФ, доступ цивільних осіб туди закритий.
- В ВМФ РФ немає традиції вибудовуватися екіпажу вздовж борту під час заходження в порт. Це взято з ВМС США. У ВМФ РФ - захід критична операція, і весь екіпаж знаходиться по бойових постах.

## Ролі
| Актор             | Роль |
| ----------------- | ---- |
| Макар Запорізький | -    |
| Денис Нікіфоров   | -    |
| Віктор Сухоруков  | -    |
| Катерина Малікова | -    |
| Гаель Камілінді   | -    |
| Олександр Галибін | -    |
| Владислав Дьомін  | -    |
| Ібрагім Тооріл    | -    |
| Софья Козко       | -    |
| Іван Породного    | -    |

## Знімальна група
- Режисер — Василь Сєріков
- Сценарист — Ігор Порублєв
- Продюсер — Олексій Сидоров
- Композитор — Іван Урюпін